# Кавабата, Рюси
Кавабата Рюси (яп. 川端 龍子, наст. имя — Кавабата Сотаро; 6 июня 1885 года, Вакаяма — 10 апреля 1966 года, Токио) — японский художник, писавший свои работы в традиционном для этой страны стиле нихонга.

## Жизнь и творчество
В возрасте десяти лет Кавабата попадает в Токио. Здесь он учится в художественной школе Накуба (白馬会), дающей уроки европейской живописи. Параллельно посещает также занятия в Тихоокеанской школе (太平洋画会研究所). В 1907 году молодой человек впервые участвует в крупных выставках — первой Всеяпонской выставке искусств министерства культуры и в Промышленной выставке префектуры Токио. Начинает в 1908 году сотрудничать с различными японскими периодическими печатными изданиями, такими как сатирический журнал «Токио пак» и журнал манга «Сёнен пак». При этом знакомится с работавшим также с прессой Хирафуку Хиякусуи, живописцем стиля нихонга, оказавшим большое влияние на творчество самого Кавабаты.
В 1913 году Кавабата совершает поездку по США. В Америке кроме всего прочего он посещает художественные музеи, в частности музей изящных искусств в Бостоне. Выставленная в нём коллекция восточной живописи влияет на выбор Кавабаты сменить свой художественный стиль на традиционный японский нихонга. По возвращении на родину он вступает в художественную группу «Музей-кай». Художник участвует также в выставках мастеров нихонга общества «Нихон бидзуцуин» (вторая выставка живописи нихонга в 1915 году). В работах Кавабаты сочеталась традиционная японская манера рисунка м чертами западной живописи, что обращало внимание на его произведения. В 1928 году Кавабата порывает с выставками «Нихон бидзуцуин» и основывает свой, «Сейрю-са». Его работы этого периода становятся более орнаментальны и декоративны, они как правило большого размера, что нетипично для нихонга. Наиболее характерны для него созданные тогда художественные раздвижные ширмы. В 1930- году Каваюате была присуждена премия Асахи. В 1935 он становится членом Императорской академии художеств.
В 1959 году Кавабата Рюси получает звание «Лица с особыми заслугами в области культуры» и награждается японским орденом Культуры. В 1961 году мастерская художника при «Сейрю-са» становится музеем его творчества.

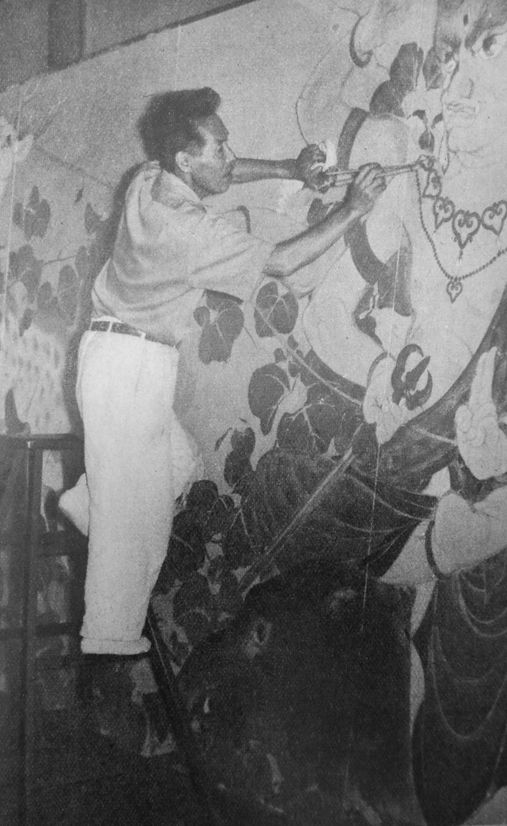
Кавабата Рюст за работой (1948)

## Галерея

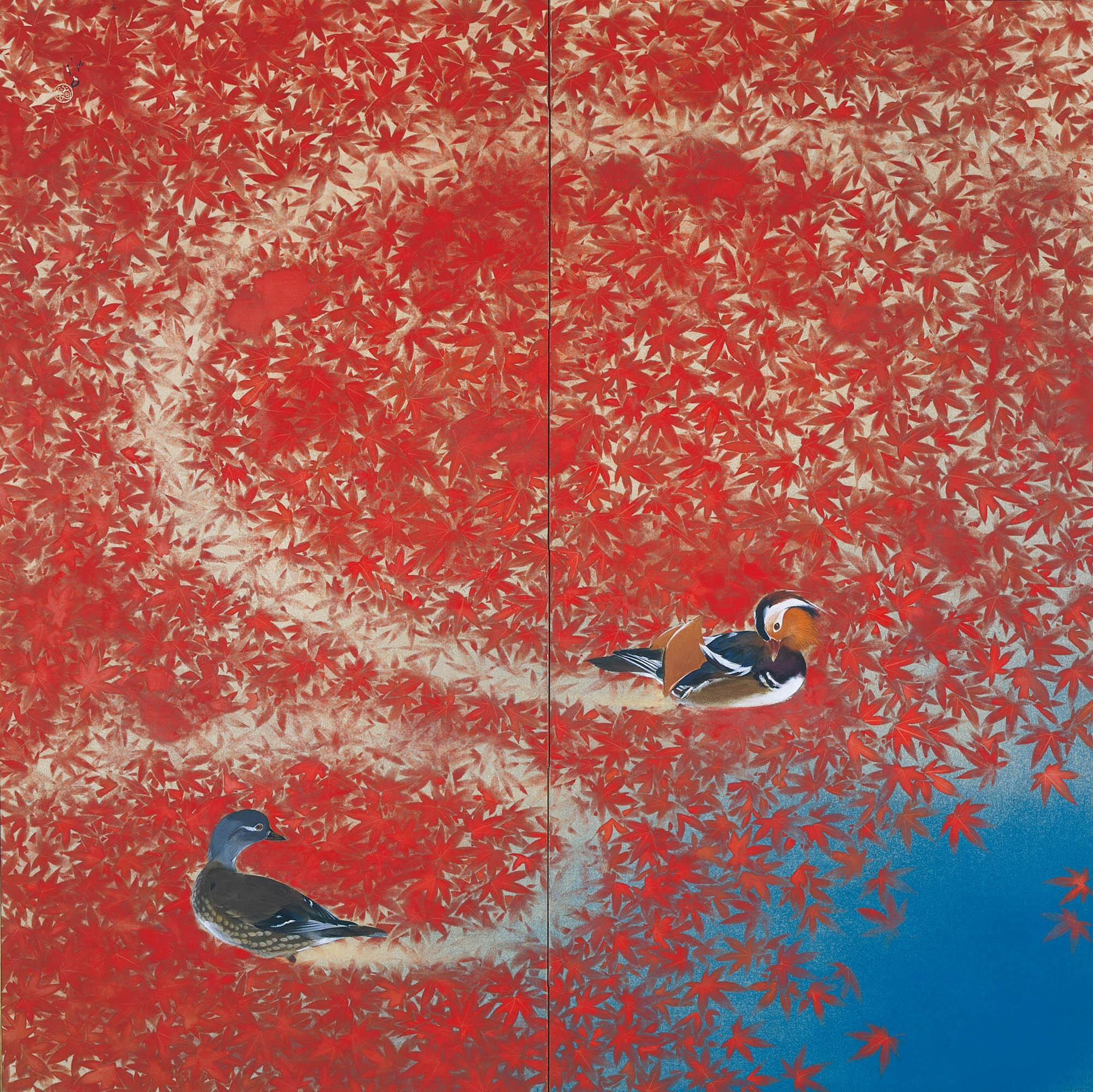
«Взаимная любовь»
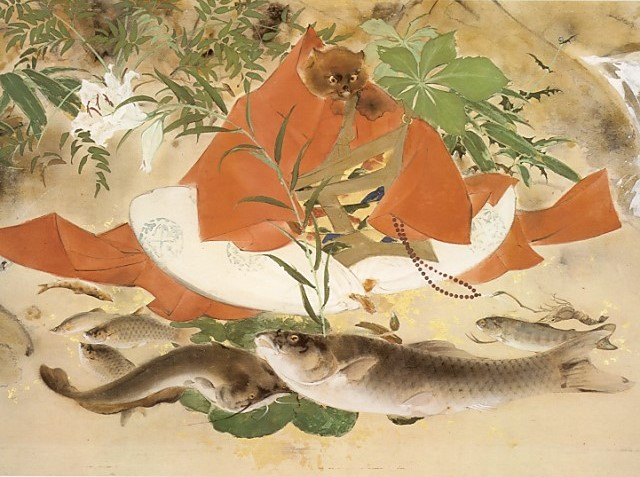
«Выдра-жрец», 1949 г.
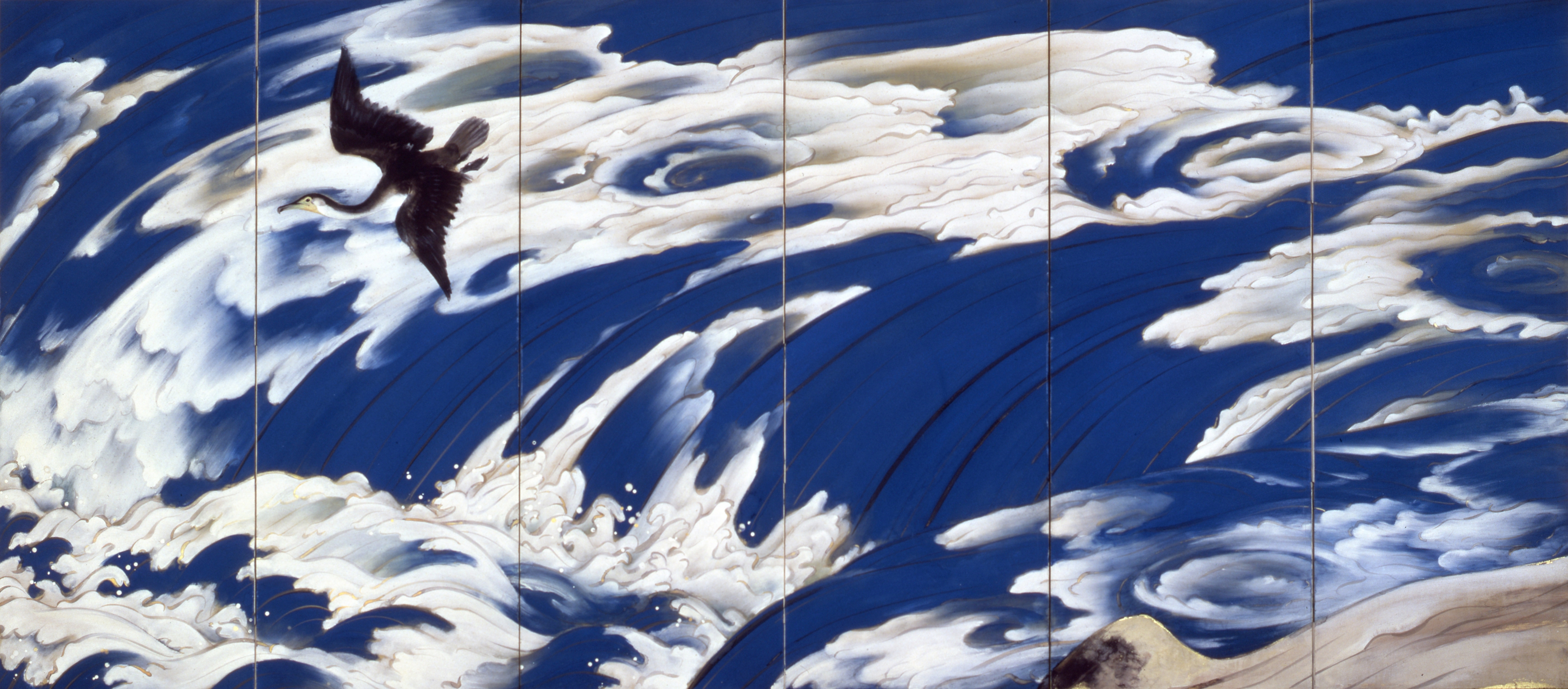
«Наруто», 1929 г. (Ширма из 6 частей, левая часть)
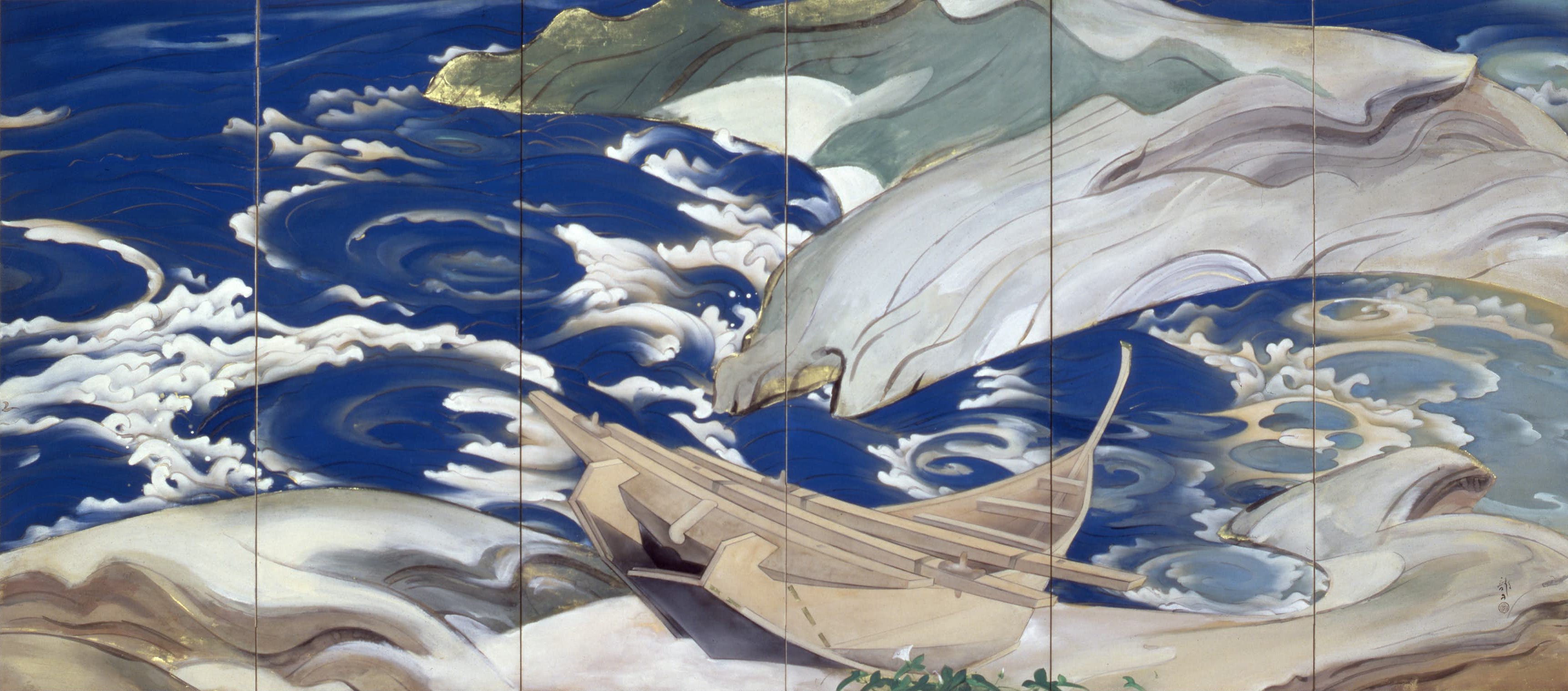
«Наруто», 1929 г. (Ширма из 6 частей, правая часть)
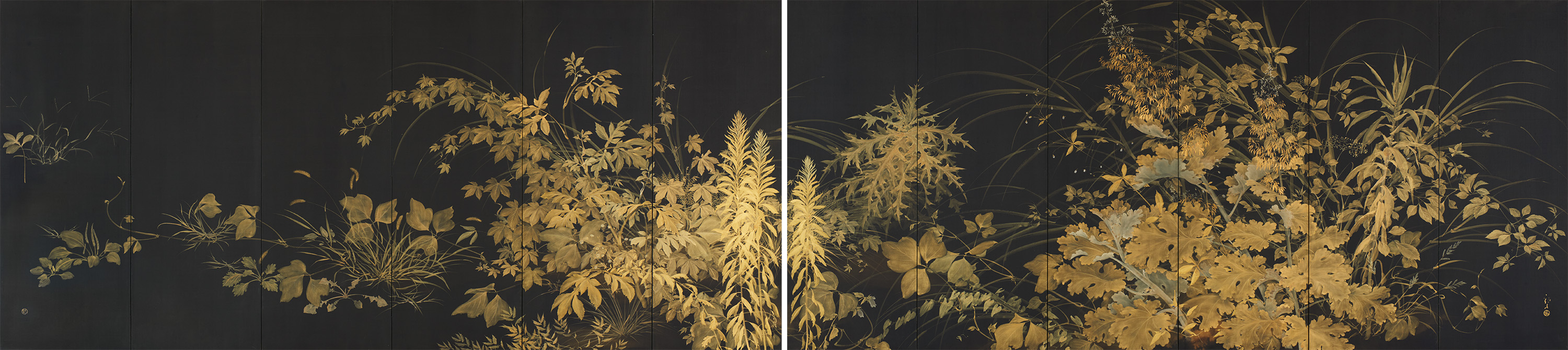
«Пылающая трава», 1930 г. (Две сменные ширмы)
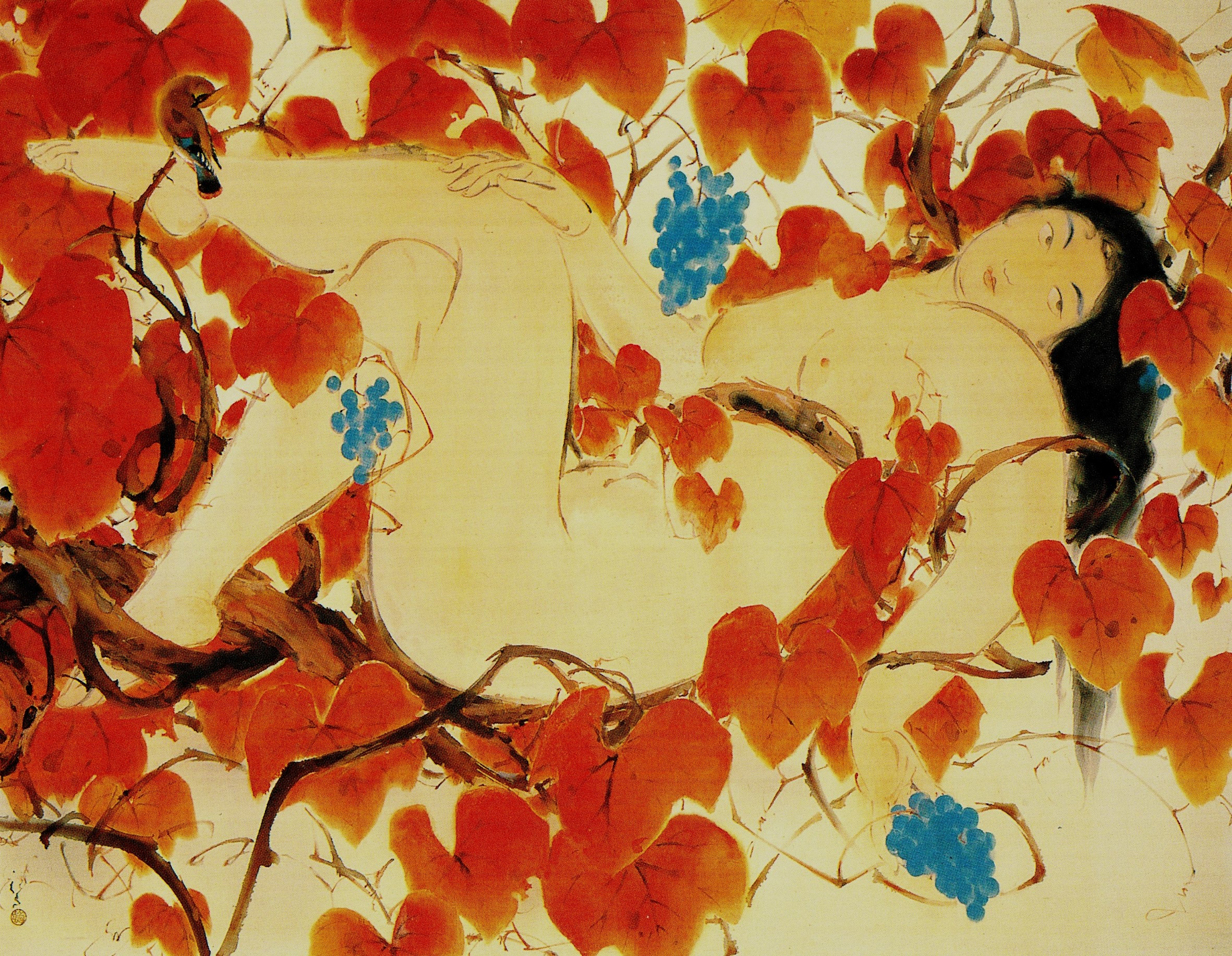
«Дикий виноград», 1933 г.